# Camahueto

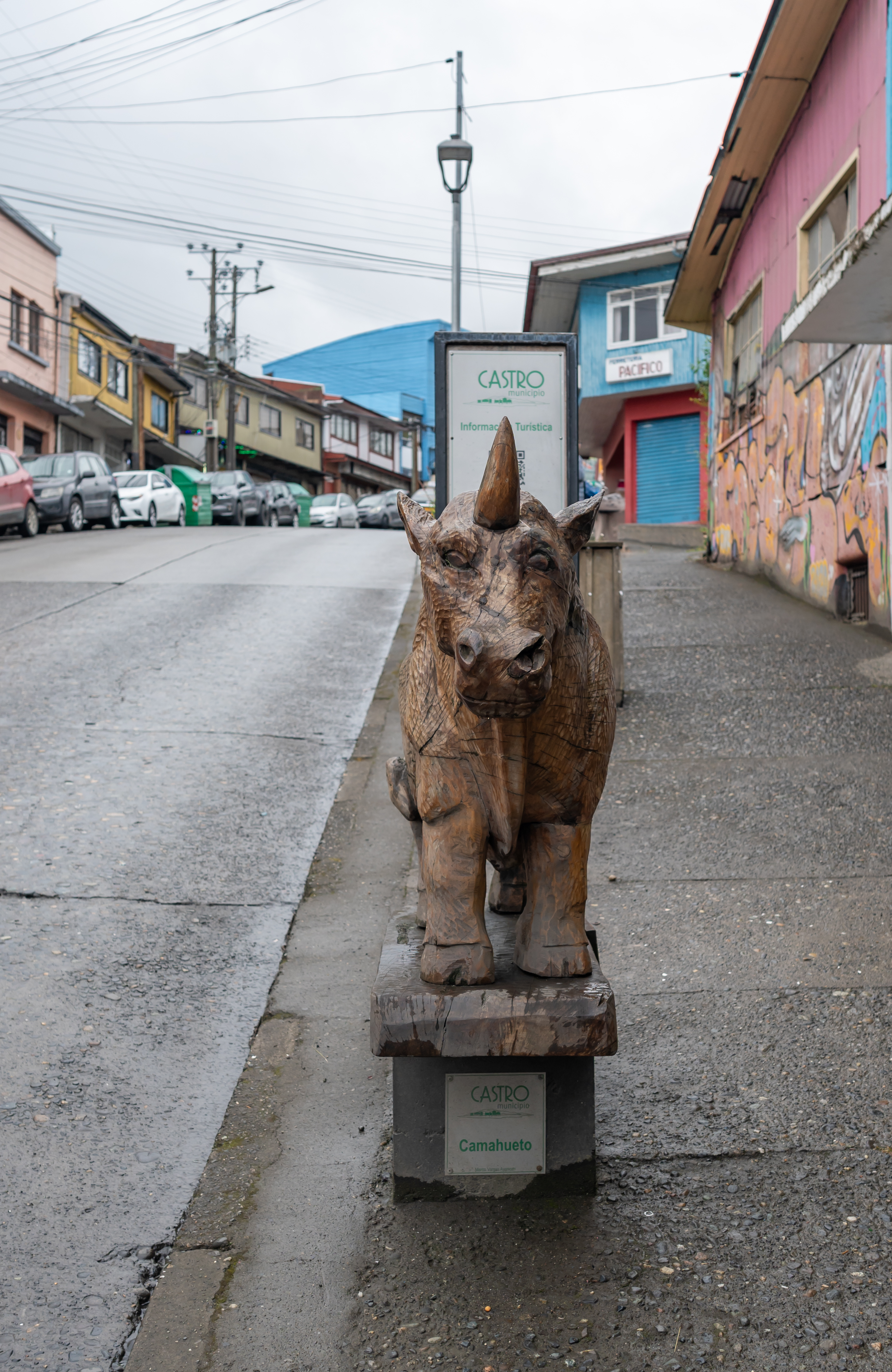
Sculpture de Camahueto dans une rue de Castro sur l'ile de Chiloé au Chili

Le Camahueto est une figure de la mythologie chilote de l'archipel de Chiloé au Chili, qui a la forme d'un veau ou d'un taureau avec une petite corne sur le front, semblable à celle d'une licorne . 

## Légende
La corne est la partie la plus précieuse de l'animal, que les machis utilisent pour planter de petites parcelles dans la terre à partir desquelles d'autres Camahueto vont se développer. Quand la corne a poussé, le nouveau Camahueto jaillit de la terre avec une force telle qu'il laisse un trou énorme et entraîne tout sur son passage dans une course rapide pour atteindre la mer. 
Le machi va traquer et capturer le Camahueto avec un lasso et arracher la corne avant de panser la blessure ainsi créée. Ensuite, il utilisera cette corne pour soigner de nombreux types de maladies. 
Une des utilisations de la corne est de gratter les copeaux de celle-ci dans un mélange d’eau de mer et de cidre de pomme jusqu’à ce qu’elle se transforme en vinaigre et en gros sel. Cette potion a la capacité de restaurer la vitalité des hommes plus âgés et de ceux qui sont devenus impuissants. Les utilisateurs de cette préparation prétendent avoir acquis la réputation dans toutes les îles d'être "aussi attirant qu'un trauco" (créature connu pour exercer un pouvoir d'attirance sur les femmes). 